# Waking Up in Vegas
"Waking Up in Vegas" é uma canção da cantora norte-americana Katy Perry. Faz parte de seu segundo álbum de estúdio - e o primeiro sob o nome artístico "Katy Perry" -, One of the Boys (2008). Foi composta por Desmond Child, Andreas Carlsson e pela artista, que coproduziu a faixa juntamente com Greg Wells, que foi creditado na reprodução de todos os instrumentos da música. A canção atingiu a 9ª posição nos Estados Unidos, tornando-se a terceira canção de Katy Perry a ficar entre as dez primeiras posições no território americano. A música atingiu a primeira posição na Austrália, na Hungria e nos Países Baixos, e ficou entre as dez primeiras posições no Canadá, na Nova Zelândia e na Itália. Foi lançado um videoclipe para o single, que conta com Perry e o ator Joel David Moore. O videoclipe mostra os dois como um casal que se diverte e joga poker em Las Vegas. Foi também lançado um versão alternativa do vídeo, intitulado Manhattan Clique Remix.

## Promoção
Katy Perry performou " Waking Up in Vegas " com Jools Holland, em setembro de 2008, que também passou ser o seu desempenho na estreia de televisão do Reino Unido. Ela também foi convidada na Ant and Dec's Saturday Night Takeaway em março de 2009 e para surpresa de todos, ela performou "Waking Up in Vegas", em vez de seu então corrente single "Thinking of You", que foi liberado no mês anterior (isto pode ter contriduído para seu desempenho relativamente fraco no UK Singles Chart). Ela performava em Las Vegas-themed uma fase com o seu apoio a banda vestida como Elvis Presley. O single foi lançado para australianas nas rádios no dia 23 de março, onde se tornou o quarto maior acrescentado canção semana de lançamento.[carece de fontes?]

## Composição e inspirações
Perry falou sobre "Waking Up in Vegas" ao The Sun em setembro de 2008. Ela explicou que "Vegas me dá aquele puto sentimento. Los Angeles realmente é muito próximo e quando você bebe cerveja com seus amigos e, quando você acorda, pode estar em Las Vegas".
Em entrevista ao site de noticiários norte-americano PopEater, Perry comentou se houve alguma inspiração em particular de alguma noite da vida da cantora para seu, até então, novo single que fala sobre Las Vegas. Segundo a cantora, ela havia casado-se de mentira em Las Vegas quando tinha 21 anos de idade para pregar uma peça em seus amigos e em seus parentes.
Nós tiramos fotos com o padre, com o bolo falso, na capela falsa e pegamos um certificado falso de casamento. Compramos um vestido de noiva e um terno em um brechó e mandamos as fotos para nossas famílias. Meu empresário surtou. Ainda tenho o vestido e o certificado de casamento. "Waking Up in Vegas" é basicamente uma canção sobre problemas com seu melhor amigo, namorado, namorada ou qualquer um com quem você esteja.

## Desempenho nas paradas
| Chart (2009)                                    | Melhor posição |
| ----------------------------------------------- | -------------- |
| Alemanha - Media Control AG                     | 33             |
| Austrália - Australian ARIA Singles Chart       | 11             |
| Áustria - Ö3 Austria Top 75                     | 26             |
| Bélgica - Ultratip (Flanders)                   | 6              |
| Bélgica - Ultratip (Wallonia)                   | 4              |
| Canadá - Canadian Hot 100                       | 2              |
| União Europeia - European Hot 100               | 10             |
| Eslováquia - IFPI                               | 10             |
| Irlanda - IRMA                                  | 8              |
| Itália - FIMI                                   | 3              |
| Hungria - Rádiós Top 40                         | 1              |
| Nova Zelândia - RIANZ Singles Chart             | 9              |
| Países Baixos - Dutch Top 40                    | 12             |
| Reino Unido - UK Singles Chart                  | 19             |
| Suécia - Sverigetopplistan                      | 32             |
| Suíça - Swiss Music Charts                      | 69             |
| Estados Unidos - Billboard Hot 100              | 9              |
| Estados Unidos - Billboard Pop 100              | 1              |
| Estados Unidos - Billboard Hot Dance Club Songs | 1              |
| Estados Unidos - Billboard Adult Pop Songs      | 5              |

## Videoclipe

Parte do clipe de "Waking Up in Vegas".

O videoclipe foi dirigido por Joseph Kahn, filmado em 26 de março de 2009 em diversos locais de Las Vegas, Nevada. Em 10 de abril de 2009, Perez Hilton carregou o trailer oficial para a música vídeo para o seu site. O vídeo estreou em 28 de abril nos Estados Unidos, Reino Unido e Austrália.
O enredo do vídeo mostra Perry e seu namorado - representado por Joel Moore - tentando a sorte em Las Vegas, onde iniciam com a máquina caça-níqueis e enriquecem com o pôquer. As cenas do vídeo foram filmadas no Palms Casino Resort e conta com a participação dos donos do local, Gavin e George J. Maloof Jr.. No vídeo, Perry e Moore aparecem despejando os ilusionistas Penn & Teller e derrotando o jogador profissional de pôquer Daniel Negreanu.
Quando foi entrevistada no site norte-americano PopEater, a cantora falou sobre os cuidados e tratamento da elefante-asiática de 41 anos que aparece no videoclipe, onde revelou que "ela era tratada como a mais bonita e amável entre eles". Segundo o site brasileiro POPLine, a participação do elefante poderia desencadear críticas por parte da organização de tratamentos éticos com animais, PETA, o que não ocorreu.
O estilista Bob Mackie foi responsável pelos figurinos, que foi uma das coisas que Perry mais gostou no clipe. "Ele desceu para o almoxarifado para encontrar meu estilista e disse 'eu realmente quero fazer parte disso' e foi ele quem escolheu os chapéus, luvas e vestidos dos anos 70 ou 80", revelou a cantora em entrevista.

## Histórico de Lançamento
| Região         | Data                | Formato                     |
| -------------- | ------------------- | --------------------------- |
| Austrália      | 23 de março de 2009 | Airplay                     |
| Austrália      | 4 de maio de 2009   | Digital download            |
| Estados Unidos | 21 de abril de 2009 | Airplay                     |
| Reino Unido    | 4 de maio de 2009   | Digital download            |
| Brasil         | 11 de maio de 2009  | Airplay                     |
| Europa         | 11 de junho de 2009 | CD single, Digital download |
| Reino Unido    | 8 de junho de 2009  | CD single, Digital EP       |